# Ashes Tour 1972
Die Ashes Tour 1972 war die Tour der australischen Cricket-Nationalmannschaft, die die 46. Austragung der Ashes, einem Cricket-Länderkampf zwischen Australien und England, beinhaltete, und wurde zwischen dem 8. Juni und 28. August 1972 ausgetragen. Die internationale Cricket-Tour war Teil der internationalen Cricket-Saison 1972 und umfasste fünf Test-Matches und drei ODIs. Die Test-Serie endete 2–2 unentschieden, womit England die Ashes als Titelverteidiger behalten durfte. England gewann die ODI-Serie 2–1.

## Vorgeschichte
Für beide Mannschaften war es die erste Tour der Saison.
Das letzte Aufeinandertreffen der beiden Mannschaften bei einer Tour fand in der Saison 1970/71 in Australien statt.

## Stadien
Die folgenden Stadien wurden für die Tour als Austragungsort vorgesehen.
| Stadion                     | Stadt      | Kapazität | Spiele          |
| --------------------------- | ---------- | --------- | --------------- |
| Edgbaston Cricket Ground    | Birmingham | 24.803    | 3. ODI          |
| Headingley Stadium          | Leeds      | 17.000    | 4. Test         |
| The Oval                    | London     | 23.500    | 5. Test         |
| Lord’s Cricket Ground       | London     | 30.000    | 2. Test; 2. ODI |
| Old Trafford Cricket Ground | Manchester | 19.000    | 1. Test; 1. ODI |
| Trent Bridge                | Nottingham | 15.350    | 3. Test         |

## Kaderlisten
Die beiden Mannschaften benannten die folgenden Kader.
| Test | Test | ODI | ODI |
| England | Australien | England | Australien |
| --- | --- | --- | --- |
| - Ray Illingworth (K) - Geoff Arnold - Geoff Boycott - Basil D’Oliveira - John Edrich - Keith Fletcher - Norman Gifford - Tony Greig - John Hampshire - Alan Knott (wk) - Peter Lever - Brian Luckhurst - Peter Parfitt - John Price - Mike Smith - John Snow - Derek Underwood - Barry Wood | - Ian Chappell (K) - Greg Chappell - David Colley - Ross Edwards - Bruce Francis - John Gleeson - John Inverarity - Dennis Lillee - Ashley Mallett - Rod Marsh (wk) - Bob Massie - Paul Sheahan - Keith Stackpole - Doug Walters - Graeme Watson | - Brian Close (K) - Dennis Amiss - Geoff Arnold - Geoff Boycott - Basil D’Oliveira - Keith Fletcher - Tony Greig - John Hampshire - Alan Knott (wk) - John Snow - Barry Wood - Bob Woolmer | - Ian Chappell (K) - Greg Chappell - David Colley - Ross Edwards - Jeff Hammond - Dennis Lillee - Ashley Mallett - Rod Marsh (wk) - Bob Massie - Paul Sheahan - Keith Stackpole - Doug Walters - Graeme Watson |

## Tour Matches
Australien bestritt 27 Tour Matches während der Tour.

## Tests

### Erster Test in Manchester
| 8. – 13. Juni Scorecard | Manchester | England 249 (120.4) & 234 (86.2) | – | Australien 142 (58) & 252 (85.2) |
|                         |            | England gewinnt mit 89 Runs      |   |                                  |

England gewann den Münzwurf und entschied sich als Schlagmannschaft zu beginnen.

### Zweiter Test in London
| 22. – 26. Juni Scorecard | London (Lord’s) | England 272 (91.5) & 116 (55.2)  | – | Australien 308 (122.1) & 81-2 (26.5) |
|                          |                 | Australien gewinnt mit 8 Wickets |   |                                      |

England gewann den Münzwurf und entschied sich als Schlagmannschaft zu beginnen.

### Dritter Test in Nottingham
| 13. – 18. Juli Scorecard | Nottingham | Australien 315 (118.4) & 324-4d (92) | – | England 189 (88.3) & 290-4 (148) |
|                          |            | Remis                                |   |                                  |

England gewann den Münzwurf und entschied sich als Feldmannschaft zu beginnen.

### Vierter Test in Leeds
| 27. – 29. Juli Scorecard | Leeds | Australien 146 (86.5) & 136 (56.1) | – | England 263 (130.1) & 21-1 (10) |
|                          |       | England gewinnt mit 9 Wickets      |   |                                 |

Australien gewann den Münzwurf und entschied sich als Schlagmannschaft zu beginnen.

### Fünfter Test in London
| 10. – 16. August Scorecard | London (Oval) | England 284 (92.2) & 356 (121.2) | – | Australien 399 (151.5) & 242-5 (92.2) |
|                            |               | Australien gewinnt mit 5 Wickets |   |                                       |

England gewann den Münzwurf und entschied sich als Schlagmannschaft zu beginnen.

## One-Day Internationals

### Erstes ODI in Manchester
| 24. August Scorecard | Manchester | Australien 222-8 (55/55)      | – | England 226-4 (49.1/55) |
|                      |            | England gewinnt mit 6 Wickets |   |                         |

Australien gewann den Münzwurf und entschied sich als Schlagmannschaft zu beginnen. Als Spieler des Spiels wurde Dennis Amiss ausgezeichnet.

### Zweites ODI in London
| 26. August Scorecard | London (Lord’s) | England 236-9 (55/55)            | – | Australien 240-5 (51.3/55) |
|                      |                 | Australien gewinnt mit 5 Wickets |   |                            |

Australien gewann den Münzwurf und entschied sich als Feldmannschaft zu beginnen. Als Spieler des Spiels wurde Greg Chappell ausgezeichnet.

### Drittes ODI in Birmingham
| 28. August Scorecard | Birmingham | Australien 179-9 (55/55)      | – | England 180-8 (51.3/55) |
|                      |            | England gewinnt mit 2 Wickets |   |                         |

England gewann den Münzwurf und entschied sich als Feldmannschaft zu beginnen. Als Spieler des Spiels wurde Bryan Wood ausgezeichnet.